# Seznam měst v Guineji-Bissau
Toto je seznam měst v Guineji-Bissau.
Zdaleka největší aglomerací v Guineji-Bissau je Bissau, kde 1. ledna 2005 žilo 466 504 obyvatel, což představuje asi třetinu obyvatelstva celé země.
V následující tabulce jsou uvedena města nad 1 000 obyvatel, výsledky sčítání obyvatelstva z 16. dubna 1979, odhady počtu obyvatel k 1. lednu 2005 a správní jednotky (oblasti), do nichž města náleží. Hlavní město Bissau představuje autonomní městský obvod a nepatří do žádné oblasti. Počet obyvatel se vztahuje na vlastní město bez předměstí. Města jsou seřazena podle velikosti.
| Města v Guineji-Bissau |           |                |                |                  |
| #                      | Město     | Počet obyvatel | Počet obyvatel | Správní jednotka |
| #                      | Město     | sčítání 1979   | odhad 2005     | Správní jednotka |
| 1.                     | Bissau    | 109 214        | 388 028        | Bissau           |
| 2.                     | Bafatá    | 13 429         | 22 521         | Bafatá           |
| 3.                     | Gabú      | 7 803          | 14 430         | Gabú             |
| 4.                     | Bissorã   | n/a            | 12 688         | Oio              |
| 5.                     | Bolama    | 9 100          | 10 769         | Bolama           |
| 6.                     | Cacheu    | 7 600          | 10 490         | Cacheu           |
| 7.                     | Bubaque   | 8 400          | 9 941          | Bolama           |
| 8.                     | Catió     | 5 170          | 9 898          | Tombali          |
| 9.                     | Mansôa    | 5 390          | 7 821          | Oio              |
| 10.                    | Buba      | n/a            | 7 779          | Quinara          |
| 11.                    | Quebo     | n/a            | 7 072          | Quinara          |
| 12.                    | Canchungo | 4 965          | 6 853          | Cacheu           |
| 13.                    | Farim     | 4 468          | 6 792          | Oio              |
| 14.                    | Quinhámel | n/a            | 3 128          | Biombo           |
| 15.                    | Fulacunda | n/a            | 1 327          | Quinara          |